# NGC 2646
NGC 2646 (również PGC 24838 lub UGC 4604) – galaktyka soczewkowata (SB0), znajdująca się w gwiazdozbiorze Żyrafy. Odkrył ją Ernst Wilhelm Leberecht Tempel 27 lipca 1883 roku.